# Sejs Notebom
Sejs Notebom (holandski: Cees Nooteboom, Hag 31. jul 1933) jedan je od najznačajnijih savremenih nizozemskih i evropskih pisaca. Sejs Notebom je pisac, pesnik i novinar.
Notebom je dobio mnogobrojne nizozemske i međunarodne književne nagrade među kojim je i književna nagrada „Pegaz”. Prilikom nominovanja za najveću književnu nagradu holandskog govornog područja 2004. godine, Notebomova proza ocenjena je kao najbolja holandska proza u poslednjih pedeset godina u pogledu umetničkog izraza, tematike i originalnosti.

## Biografija
Sejs Notebom rođen je 31. jula 1933. godine u Hagu kao Kornelis Johanes Jakobus Marija Notebom. Njegov otac, Hubertus Notebom, bio je trgovac, dok je majka Joana Pesers bila domaćica. Njegovo detinjstvo obeležile su česte selidbe, između 1934. i 1940. godine. Tokom Drugog svetskog rata njegov otac je napustio porodicu i ponovo se oženio 1944. godine. Već 1945. u proleće, otac podleže povredama zadobijenim tokom bombardovanja jednog od Haških predgrađa. Nakon rata Sejs se seli sa majkom, bratom i sestrom u njen rodni grad Tilburg.
Sejs Notebom je zbog čestih selidbi pohađao četiri različite katoličke gimnazije. Usled nesuglasica s očuhom, napušta gimnaziju 1951. godine i odlazi u Hilversum, gde se zapošljava u banci i istovremeno pohađa večernju školu u Utrehtu.
Od 1953. putuje Skandinavijom i Provansom gde piše prvo poglavlje svog debitantskog romana „Filip i drugi” (holandski: Philip en de anderen, 1955). Godine 1955. objavljuje svoj debitantski roman za koji dobija svoju prvu književnu nagradu i koji postaje jedan od klasika nizozemske književnosti. Već 1956. godine objavljuje četiri debitantske pesme u jednom od najpoznatijih nizozemskih časopisa. Od tog trenutka počinje aktivno da se bavi pisanjem romana, poezije i novinarskih izveštaja. Radio je kao urednik u brojnim nedeljnim časopisima i dnevnim listovima.
U Njujorku 1957. godine stupa u brak sa Fani Lihtfeld. Nakon 7 godina se razvode i Sejs Notebom započinje vezu sa poznatom pevačicom Lizbet List, za koju će između 1965. i 1979. napisati više tekstova. Godine 1979. upoznaje Simon Sasen koja se bavi fotografijom i sa kojom je i danas u skladnom i srećnom braku. Od 1970. godine živi u Amsterdamu.

## Književni rad
Književna dela Sejsa Noteboma spadaju u najprevođenija dela nizozemske književnosti. Mnoga su prevedana na engleski, nemački, španski, francuski, turski i mnoge druge jezike. Veoma je cenjen na nemačkom govornom području.
Roman „Rituali” (holandski: Rituelen, 1980) za koji je dobio brojne nagrade, prvi je njegov roman preveden na engleski jezik 1983. godine. Neki od njegovi najvažnijih romana i priča koje su prevedene na srpski su: „Filip i ostali” (holandski: Philip en de anderen, 1955), „Pismo” (holandski: De brief, 1988),  ,,Sledeća priča’’ (holandski: Het volgende verhaal, 1991), „Mokusei!” (holandski: Mokusei!, 1994), „U Holandiji” (holandski: In Nederland, 1985), „Izgubljeni raj” (holandski: Paradijs verloren, 2010).
Notebom je poznat po svojim putopisima iz različitih zemalja Evrope. Jedan od njegovih najpoznatijih putopisa  ,,Put u Santjago’’ (holandski: De omweg naar Santiago, 1992) inispirisan je putovanjem u Španiju koje je ostavilo veoma jak utisak na njega. Svake godine provodio je par meseci u ovoj državi. Ovaj putopis je takođe inspirisao mnoge poznate nizozemske i španske kompozitore i bio je tema koncerata Ansambla 88 održanih 2010. godine u Mastrihtu, u Holandiji. 
Vreme koje je proveo u Berlinu, u Nemačkoj, detaljno je opisao u knjizi „Berlin” (nizozemski: Berlijn, 1989-2009) koja predstavlja svojevrsnu zbirku putopisa napisanih tokom boravka u Berlinu, među kojima je i putopis „Berlinske beleške” kao i mnogi drugi.
Kao pesnik, Notebom je debitovao 1956. godine zbirkom poezije „Mrtvi traže dom” (nizozemski: De doden zoeken een huis, 1956). Zanimljivo je to da njegovo pesničko stvaralaštvo ne pripada ni jednom od vladajućih književnih pravaca. U njegovoj poeziji vidljiv je uticaj stranih pesnika. Preveo je i mnoga dela svetskih pesnika na nizozemski jezik, neki od njih su Čezare Paveze, Sesar Valjeho, Pablo Neruda i Volas Stivens.
Za Noteboma je poezija jedan oblik asketizma i meditacije, način razmišljanja. U svojim pesmama postavlja pitanja o prirodi vremena i njegovoj prolaznosti, o promenama čovekove duše tokom života. Njegove pesme istovremeno su jasne i zagonetne. Zbirka njegovih pesama koja je prevedena na srpski je „Gorkoslatko” (nizozemski: Bitterzoet, 2000)

## Priznanja i nagrade
Notebom je dobitnik brojnih nizozemskih i međunarodnih književnih nagrada.
Njegov najpoznatiji roman pod nazivom „Rituali” (holandski: Rituelen, 1980), za koji je dobio brojne nagrade, ekranizovan je 1989. godine.
Дана 10. decembra 2003. godine dobio je nagradu P.C Hofta koja mu je uručena 21. maja 2004. godine.
Дана 4. juna 2009. dodeljena mu je Nizozemska književna nagrada, najvažnija književna nagrada na području Belgije i Holandije. Ovu nagradu uručio mu je belgijski kralj Albert 18. november 2009. godine.

## Bibliografija
Philip en de anderen. Querido, Amsterdam 1955.
De doden zoeken een huis. Querido, Amsterdam 1956.
De verliefde gevangene. Querido, Amsterdam 1958.
Koude gedichten. Querido, Amsterdam 1959.
De zwanen van de Theems. Querido, Amsterdam 1959.
Het zwarte gedicht. Querido, Amsterdam 1960.
De ridder is gestorven. Querido, Amsterdam 1963.
Een middag in Bruay. De Bezige Bij, Amsterdam 1963.
Gesloten gedichten. De Bezige Bij, Amsterdam 1964.
Een nacht in Tunesië. De Bezige Bij, Amsterdam 1965.
De Parijse beroerte. De Bezige Bij, Amsterdam 1968.
Een ochtend in Bahia. De Bezige Bij, Amsterdam 1968.
Gemaakte gedichten. De Bezige Bij, Amsterdam 1970.
Bitter Bolivia, Maanland Mali. De Bezige Bij, Amsterdam 1971.
Open als een schelp – dicht als een steen. De Arbeiderspers, Amsterdam 1978.
Een avond in Isfahan. De Arbeiderspers, Amsterdam 1978.
Rituelen. De Arbeiderspers, Amsterdam 1980.
Nooit gebouwd Nederland. Koninklijk Verbond van Grafische Ondernemingen, Amsterdam 1980.
Een lied van schijn en wezen. De Arbeiderspers, Amsterdam 1981.
Voorbije passages. De Arbeiderspers, Amsterdam 1981.
Mokusei! De Arbeiderspers, Amsterdam 1982.
Aas. De Arbeiderspers, Amsterdam 1982.
Gyges en Kandaules. Toneel. De Arbeiderspers, Amsterdam 1982.
Waar je gevallen bent, blijf je. De Arbeiderspers, Amsterdam 1983.
In Nederland. De Arbeiderspers, Amsterdam 1984.
Vuurtijd, IJstijd. De Arbeiderspers, Amsterdam 1984.
De zucht naar het Westen. De Arbeiderspers, Amsterdam 1985.
Het Spaanse van Spanje. De Bijenkorf, Amsterdam 1986.
De brief. De Arbeiderspers, Amsterdam 1988.
Het gezicht van het oog. De Arbeiderspers, Amsterdam 1989.
De wereld een reiziger. De Arbeiderspers, Amsterdam 1989.
Berlijnse notities. De Arbeiderspers, Amsterdam 1990.
Vreemd water. De Arbeiderspers, Amsterdam 1991.
Het volgende verhaal. CPNB/De Arbeiderspers, Amsterdam 1991.
De omweg naar Santiago. Atlas, Amsterdam 1992.
De koning van Suriname. Muntinga, Amsterdam 1993.
De ontvoering van Europa. Atlas, Amsterdam 1993.
Zelfportret van een ander. Dromen van het eiland en de stad van vroeger. Atlas, Amsterdam 1993.
De atlas van Cees Nooteboom. Atlas, Amsterdam 1993.
Mokusei! & De Boeddha achter de schutting. De Arbeiderspers, Amsterdam 1994.
Van de lente de dauw. De Arbeiderspers, Amsterdam 1995.
De filosoof zonder ogen. De Arbeiderspers, Amsterdam 1997.
Allerzielen. Roman. Atlas, Amsterdam 1998.
Zo kon het zijn. Atlas, Amsterdam 1999.
Bitterzoet. De Arbeiderspers, Amsterdam 2000.
Nootebooms Hotel. Atlas, Amsterdam 2002.
Met andere woorden. Stichting P.C. Hooftprijs, Atlas, Amsterdam 2004
Paradijs verloren. Atlas, Amsterdam 2004.
Tumbas. Graven van dichters en denkers. Atlas, Amsterdam 2007
Rode regen. Atlas, Amsterdam. 2007
’s Nachts komen de vossen. De Bezige Bij, Amsterdam 2009.
Berlijn 1989/2009. De Bezige Bij, Amsterdam 2009.
Het raadsel van het licht. De Bezige Bij, Amsterdam 2009.
Scheepsjournaal. De Bezige Bij, Amsterdam 2010.